# سهره زرد کلاهک‌سیاه

سهره زرد کلاهک‌سیاه (به انگلیسی: Spinus atriceps) گونه‌ای سهره از خانواده سهرگان است که در مکزیک و گواتمالا یافت می‌شود. زیستگاه‌های طبیعی آن جنگل‌های کوهستانی نمناک نیمه‌گرمسیری یا گرمسیری و جنگل‌های پیشین به شدت دگرگون‌شده‌است.